# Heathen Earth
Albums de Throbbing Gristle
20 Jazz Funk Greats
(1979) Mission of Dead Souls
(1981)
Heathen Earth est le quatrième album publié par le groupe de musique industrielle Throbbing Gristle sorti en juin 1980. Il s'agit d'une session d'enregistrement "live in the studio" qui fut donnée devant un public choisi, le 16 février 1980, dans le studio du groupe, situé dans un sous-sol au 10 de Martello Street.

## L'album

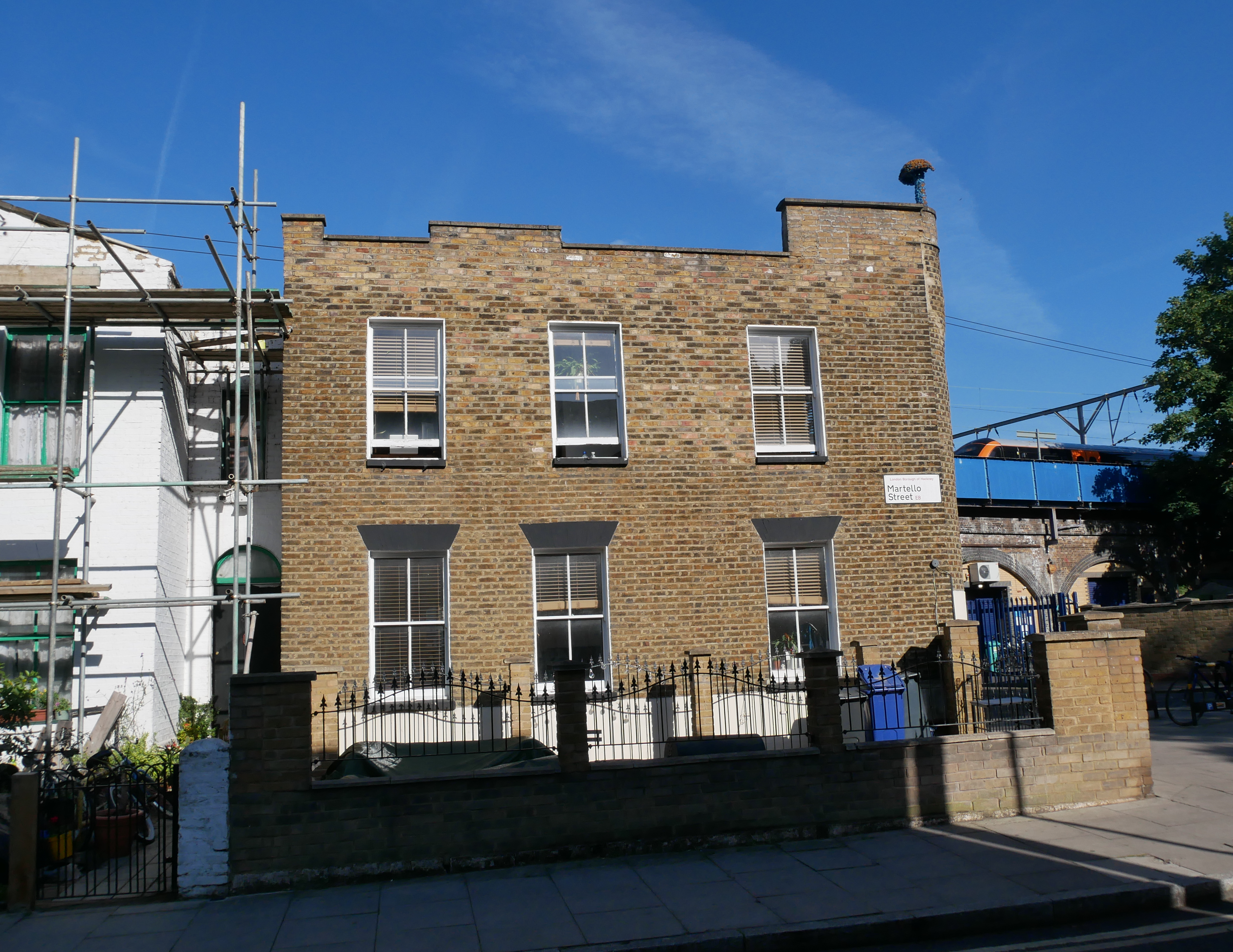
Le bâtiment du 10 Martello Street, à Hackney, qui abrite le studio du groupe ("Death Factory") où a été enregistré Heathen Earth.

Selon Simon Reynolds, le groupe aurait décidé de procéder à l'enregistrement devant un public d'initiés "dans une tentative de créer l'atmosphère d'un rituel ou d'une cérémonie". Parmi la vingtaine d'invités figurent Monte Cazazza, qui filme le concert en vidéo, et Geoff Rushton, alors âgé de 18 ans, qui deviendra le partenaire de Peter Christopherson au sein du groupe Coil. Tous les membres du public sont nommés dans la pochette de l'édition LP.

### Pochette
La couverture montre une image tirée d'un livre de médecine vétérinaire, représentant la dentition d'un chien. Le chiffre "magique" 23 (en) – cher à William S. Burroughs – apparaît sur ce diagramme. La couverture comporte une phrase tirée d'une chanson de Charles Manson, "Can the world be as sad as it seems?". La pochette intérieure du vinyle comporte des portraits individuels des quatre membres de TG.

## Composition
Plusieurs morceaux joués durant ce concert sont des versions modifiées du précédent album 20 Jazz Funk Greats. Ainsi, le deuxième morceau est une variante de Six Six Sixties, tandis que Still Walking est repris dans une version altérée.

### Réception critique
À la sortie de l'album, John Gill, dans le magazine Sounds, salue l'album par une critique enthousiaste. Drew Daniel, dans sa critique pour Pitchfork lors de la réédition de 2011, accorde à l'album la note de 8/10. Lors de la réédition de l'album par Mute en 2018, Simon Tucker déclare que cet album reflète "le feu et la cohésion du groupe", une année avant la dissolution de TG, et y découvre "de l'intensité et de la mélancolie". 

### Titres
Tous les titres sont du groupe Throbbing Gristle (Genesis P-Orridge, Cosey Fanni Tutti, Chris Carter, Peter Christopherson). L'édition originale ne comporte pas la liste des morceaux. Ce n'est qu'à partir de la réédition sortie en 2011 que les titres sont nommés.
| Heathen Earth | Heathen Earth                                                                 | Heathen Earth | Heathen Earth | Heathen Earth | Heathen Earth | Heathen Earth | Heathen Earth | Heathen Earth | Heathen Earth |
| No            | Titre                                                                         | Durée         |               |               |               |               |               |               |               |
| ------------- | ----------------------------------------------------------------------------- | ------------- | ------------- | ------------- | ------------- | ------------- | ------------- | ------------- | ------------- |
| 1.            | Cornet (instrumental)                                                         | 4:39          |               |               |               |               |               |               |               |
| 2.            | The Old Man Smiled (version de Six Six Sixties sur 20 Jazz Funk Greats, 1979) | 6:41          |               |               |               |               |               |               |               |
| 3.            | Improvisation                                                                 | 7:23          |               |               |               |               |               |               |               |
| 4.            | The World is a War Film                                                       | 7:42          |               |               |               |               |               |               |               |
| 5.            | Something Came Over Me (instrumental)                                         | 7:49          |               |               |               |               |               |               |               |
| 6.            | Still Talking (version de Still Walking sur 20 Jazz Funk Greats, 1979)        | 3:16          |               |               |               |               |               |               |               |
| 7.            | Bass (instrumental)                                                           | 1:38          |               |               |               |               |               |               |               |
| 8.            | Don't Do as You're Told, Do as You Think                                      | 7:38          |               |               |               |               |               |               |               |
| 9.            | Painless Childbirth                                                           | 1:03          |               |               |               |               |               |               |               |
| 47:49         |                                                                               |               |               |               |               |               |               |               |               |

### Musiciens
- Genesis P-Orridge : voix, basse, violon, vibraphone, synthétiseur
- Cosey Fanni Tutti : guitare électrique, synthétiseur, cornet, voix
- Chris Carter : synthétiseur, électronique, boîtes à rythme
- Peter Christopherson : bandes magnétiques, vibraphone, cornet

## Sources
: document utilisé comme source pour la rédaction de cet article.
- (en) Drew Daniels, 20 Jazz Funk Greats, Bloomsbury Academic, coll. « 33 1/3 », 2007, 144 p. (ISBN 9780826427939).
- Éric Duboys, Industrial Music for Industrial People, Camion Blanc, 2007, 557 p. (ISBN 978-2-910196-49-3)
- (en) Simon Ford, Wreckers of Civilisation : The Story of COUM Transmissions and Throbbing Gristle, Black Dog Publishing, 1999, 300 p. (ISBN 978-1901033601).
- (en) Alexander Reed, Assimilate : A Critical History of Industrial Music, Oxford University Press, 2013
- (en) Simon Reynolds, Rip It Up and Start Again : Postpunk 1978-1984, Faber & Faber, 2005
- (en) Cosey Fanni Tutti, Art Sex Music, Faber & Faber, 2017, 502 p. (ISBN 978-0-571-32852-9).